# Gilles Bibeau (anthropologue)
Pour les articles homonymes, voir Gilles Bibeau et Bibeau.
Gilles Bibeau, né le 30 avril 1940 à Sorel-Tracy, est un anthropologue spécialisé en études africaines et en anthropologie de la santé. Il est professeur émérite au département d'anthropologie de l'Université de Montréal et l'auteur de plusieurs ouvrages, chapitres de livre et articles.

## Prix et médailles
- 2005 : Prix Jean-Charles-Falardeau pour son ouvrage Le Québec transgénique. Science, marché, humanité[1].
- 2009 : Prix Léon-Gérin, du gouvernement du Québec[2]